# Ås församling, Härnösands stift
Ås församling är en församling i Krokoms pastorat i Norra Jämtlands kontrakt i Härnösands stift. Församlingen ligger i Krokoms kommun i Jämtlands län.

## Administrativ historik
Församlingen har medeltida ursprung. 
Församlingen var tidigt moderförsamling i pastoratet Ås och Aspås för att sedan från 1400-talet till 1 maj 1935 vara annexförsamling i pastoratet Rödön, Näskott, Aspås och Ås. från 1935 till 1962 utgjorde församlingen ett eget pastorat för att från 1962 åter vara annexförsamling i pastoratet Rödön, Näskott, Aspås och Ås. Från 2018 ingår församlingen i Krokoms pastorat.

## Kyrkor
- Ås kyrka